# Château de Salvert
Le château de Salvert  est situé à Attignat, en France.

## Situation
Le château est situé sur le territoire de la commune d'Attignat, dans le département de l'Ain, en région Auvergne-Rhône-Alpes.

## Description
Le rez-de-chaussée du château est aujourd’hui entretenu et utilisé pour des réunions, réceptions, expositions. Au premier étage, l’ancienne chapelle a été transformée en bibliothèque.

## Historique
Le château dont les origines remontent aux XIIIe et XIVe siècles. Il tient son nom de son dernier propriétaire, le marquis Dutour de Salvert Bellenave. Le donjon fut rasé à la Révolution et le château en partie démoli. Il fut réaménagé au cours du XIXe siècle,.